# بيريفوليون (كيركيرا)
بيريفوليون (Περιβόλιον) هي مدينة في كيركيرا في مقاطعة كينتريكي إلادا في اليونان.